# Малый Тукмак-Каран
Малый Тукмак-Каран (баш. Бәләкәй Туҡмаҡ-Ҡаран) — деревня в Туймазинском районе Республики Башкортостан Российской Федерации. Входит в состав Бишкураевского сельсовета. 

## История
До 9 февраля 2008 года называлась деревней Тукмак-Каран. Это название восходит к гидрониму Туҡмаҡ-Ҡаран (тукмаҡ ‘короткая’ и ҡаран ‘полынья, речка’).

## География

### Географическое положение
Расстояние до:
- районного центра (Туймазы): 60 км,
- центра сельсовета (Бишкураево): 15 км,
- ближайшей ж/д станции (Кандры): 35 км.

## Население
| 2002 | 2009 | 2010 |
| ---- | ---- | ---- |
| 0    | ↗2   | ↘0   |